# المطبخ الإقليمي الياباني

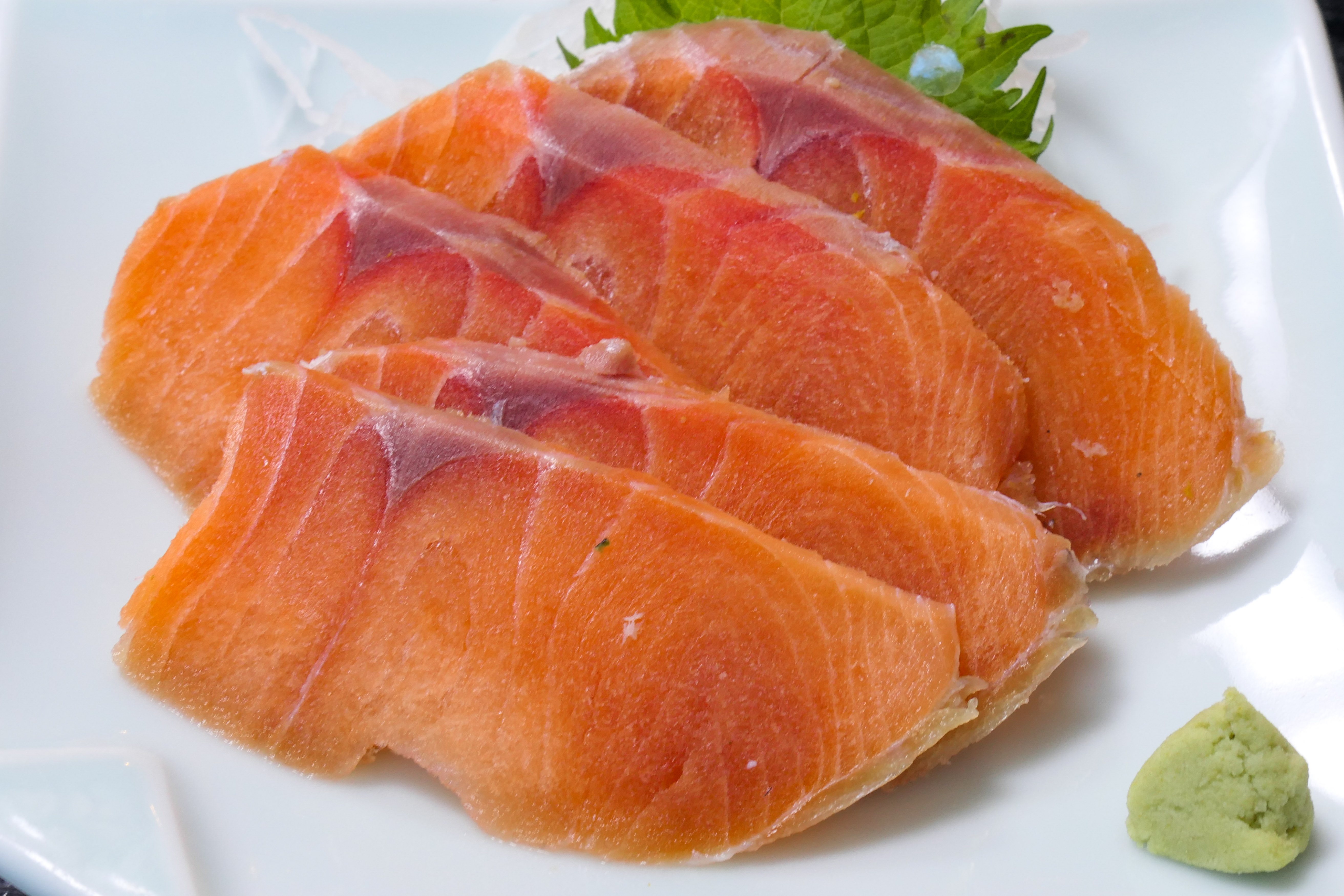

يتكون المطبخ الإقليمي الياباني من مجموعة واسعة من الإقليميات المميزة تعرف في اللغة اليابانية بكايو رياروي (郷土料理). وتعد معظم هذه الأطباق باستخدام المكونات  والوصفات التقليدية. تتوفر اليوم معظم المكونات، وبعض الأطباق المحلية في كل أرجاء البلاد، مثل الكونومياكي (فطيرة تقدم بمكونات مختلفة) وبعض أنواع السوشي، الذي لم يعد يصنف كطبق ياباني فقط.
يضاف إلى ذلك أن الكثير من الأطباق المنتشرة في اليابان تكون من مناطق إقليمية كشوربة الزوني. فمثلاً في شرق اليابان يشتهر مرق الداسي الذي يقدم مع المعكرونة المصنوعة من دقيق القمح وصلصة الصويا، وهو مشابه لمرق السوبا. كما تشتهر الجهة الغربية من اليابان باعتمادهم على إعداد المرق باستخدام نكهة الداشي المعقدة مع كمية بسيطة من صلصة الصويا الخفيفة.

## تاريخ المطبخ
يمكن تقسيم الأصول التاريخية للمطبخ الإقليمي الياباني المميز بشكل عام إلى أربعة أقسام:
- الأكل التقليدي: وهو الأكل الذي تم صنعه من المكونات المحلية، قبل وجود الثلاجات.
- نهاية القرن التاسع عشر وبداية القرن العشرين: تم دخول العادات الأجنبية في نهاية العزلة القومية ووصول مييجي للعرش سنة 1886م. وأدى ذلك لصناعة العديد من الأطباق الجديدة في كل أنحاء اليابان باستخدام مكونات وأساليب طبخ جديدة.
- ما بعد آثار الحرب العالمية الثانية: أدى النقص في الطعام إلى ابتكار أطباق جديدة من المكونات المتوفرة في ذلك الحين، وأيضاً عودة الجنود بالوصفات من الخارج.
- الأكل الحديث: يقوم الطهاة الجدد بابتكار أطباق جديدة، تصبح معروفة على النطاق المحلي، بالإضافة إلى الأطباق التي تعد أطباقاً متخصصة، وذلك عن طريق الأعمال المحلية والمجالس السياحية.

## القائمة المميزة في الإقليم الياباني
هوكايدو:
- شواء جنكيز خان: هو لحم الخروف والخضار المشوي وعادة ما يكون على طاولة الطعام.
- وعاء إشيكاري: هي مقلاةً يوضع فيها قطع من سمك السلمون التي تطبخ مع الخضار ومرق الميسو[نوع من التوابل].
- رويب: طبق إينو المميز، هو عبارة عن سمك سلمون مجمد، مقطع إلى شرائح رقيقة ويؤكل مثل الساشيمي.
- سانبي جيرو: وهي شوربة الميسو التي تطبخ في فصل الشتاء مع السلمون والخضار مثل الفجل الأبيض والجزر والبطاطس والبصل.
- تشانكان ياكي: المميز من صيد سمك القرى، سلمون الميسو المشوي مع براعم الفاصوليا وغيرها من الخضروات.
- هوكيدو ريمن: لدى العديد من المدن في هوكيدو طريقتهم الخاصة في إعداد الريمن لكن الريمن السايوروي معروف حول اليابان. [الريمن طبق ياباني مكون من المعكرونة واللحم أو السمك مع صلصة الصويا وشرائح من لحم الخنزير والبصل الأخضر]
- إيكا سومين: شرائح الحبار المقطعة بشكل رقيق كالمعكرونة، وتؤكل بالتغميس مع صلصة كالسومين (منطقة هاكوداتا).

إقليم توهوكو:
- إشيغوني: حساء يتكون من الشرائح الرقيقة لقنفذ البحر والقواقع (ساحل المحيط الهادئ من مقاطعة أوموري).
- جابا جيرو أو زابا جيرو: شوربة أمعاء السمك والخضار، عادة ما يكون سمك السلمون أو سمك القد (مقاطعة أوموري وأكيتا).
- سنبي جيرو: شوربة الصويا المكونة من كعك الأرز والخضار (منطقة هاشينوه).
- وانكو سوبا: معكرونة السوبا تقدم في طاسات صغيرة جداً يعاد تعبئتها عدة مرات (مقاطعة لويت).
- موريوكا ريمن: مختلف الأنواع من النينغميون، وهي شوربة المعكرونة الباردة من شمال كوريا التي اشتهرت من قبل المهاجرين الكوريين (مدينة موريوكا).
- هاراكو ميشي: رز مطبوخ مع السلمون والصويا، وتقدم مع الإيكورا (كافيار السلمون).
- كيريتانبو: كعك الأرز المجروش والملفوف حول سيخ الشوي، يؤكل مع الميسو أو الدجاج والخضار المطبوخ كالنابيمونو.
- دوندون ياكي: الفطيرة الملفوفة حول أعواد الخشب كأكلة سريعة (مدينة ياماقاتا) أو مطوية على اثنين (مدينة سينداي).
- جيوتان: وهو أكل لسان البقر بمختلف أشكاله. وعادة ما يكون مشوياً، لكن يختلف بالغالب على حسب النوع، كطريقة الساشيمي، واللسان (بدأت في مدينة سينداي)

إقليم تشوبو وكانتو:
- إيناغو نو تسوكوداني: الإيناغو [نوع من الجراد] يطبخ مع صويا محلاة ( المجتمعات الريفية داخل محافظة ياماغاتا وناقانو وغونما).
- هوتو: تطبخ معكرونة الأودون مع شوربة الميسو والخضار مثل القرع أو البطاطس والفطر وأحيانا اللحم، وغالبا ما تقدم في قدر.
- مونجا ياكي: فطيرة لذيذة تشبه الكونومياكي لكنها سائلة أكثر وتؤكل مباشرة من الفرن باستخدام ملعقة معدنية. وحسب قول الطبقة العاملة في طوكيو فإن عناصر الأكل المرتبط بالوطن هي سبب العودة له.
- ياناغاوا نيب ودوجو نيب: طبق النابيمونو من الوش[نوع من الأسماك] يطبخ في قدر، ويحتوي أيضاً على البيض وشرائح من جذور نبات الأرقطيون (مناطق الطبقة العاملة في طوكيو).
- السوشي: ما يعرف بالسوشي حول أنحاء العالم هو في الواقع نوع يعرف باليابان بإيدو ماي زوشي(سوشي خليج الإيدو) وبدأ في 1820 إيدو(طوكيو).
- ماسوزوشي: مجموعة من سمك السلمون تطبخ على البخار وتغطى بأوراق الخيزران، ويوضع فوق كرة من الأرز قطرها 6 إنش(مقاطعة توياما).
- جيبوني: قطع من الدجاج أو البط المغلفة بالنشأ والذي يطهى مع القمح والفطر والخضار في مرق صويا الداشي. (كانازاوا)
- صلصة الكاتسودون: الكاتسودون [عبارة عن طاسة من الأرز مغطى بلحم الخنزير المقلي مع البيض والخضار والتوابل] مع صلصة الورسسترزير(مقاطعة كوماغان وناغانو وفوكوي).
- ميسو نيكومي أودون: يطبخ الأودون مع المرق المتبل بالهاتشو ميسو (ناغويا والمناطق التي حولها).
- ميسو كاتسو: تونكاتسو(شرائح من لحم الخنزير) مع صلصة الميسو (ناغويا والمناطق التي حولها).
- كيشيمن: نوع من معكرونة الأودون المسطحة (ناغويا).
- مطبخ هاماغوري:[2] مختلف الأطباق المصنوعة من المحار الشرقي من مصب أنهار كيسو الثلاثة (كوانا).
- تيكون زوشي: نوع من السوشي وهو شرائح من التونة الباردة وغالبا ما تكون منقعة في صلصة الصويا. وبعد ذلك توضع على أرز مخلل ويرش بالنوري [نوع من الأعشاب البحرية] المقطع وغيره(جنوب شبه جزيرة شيما في مقاطعة مي).

إقليم كانساي وتشوغوكو:
- يودوفو: يسلق التوفو في ماء ساخن مع الكومبو ويؤكل مع مختلف أنواع الصلصات (كيوتو).
- زوشي أوساكا ويسمى أيضاً زوشي هاكو (علبة السوشي): وهو سوشي مضغوط ذو أربع زوايا حادة.
- زوشي باترا: نوع من علب السوشي يعد مع سمك الأسقمري البحري وأعشاب البحر والخل. سمي بباترا من عدة الطبل البرتغالية أو القارب.
- زوشي فونا: نمط قديم للسوشي في مقاطعة شيغا.
- كيتسونا أودون: أودون [معكرونة القمح] حار مع التوفو الحلوة المقلية، والتي تشتهر في أوساكا.
- أوكونومياكي: وهي فطيرة مالحة تعد مع الكرنب أو اللحم أو المأكولات البحرية ومتبله مع صوص رسيستيرشاير الياباني والمايونيز.
- طريقة أوساكا: تخلط جميع المقادير بخليط [مزيج سائل من نوع واحد أو أكثر من أنواع الطحين المصنوع من الحبوب] قبل شويها، وقد انتشرت الآن في كل أرجاء البلاد.
- طريقة هيروشيما: يتم إعداد طبقات من الخليط والكرنب ويضاف عليه السوبا والبيض المقلي.
- هورومون ياكي أودون [خبز الشعرية]: مقلي مع قطع من اللحم في تسوياما، أوكاياما.
- تاكوياكي [فطائر الأخطبوط]: كرات من الخليط اللذيذ مقلية ومحشية بقطع من الأخطبوط، منتشر في كل أرجاء اليابان هذه الأيام (أوساكا).
- أكاشي ياكي: صنف مبدئي من كرات التاكوياكي في أكاشي، هيوغو.
- كيبي دانغو: زلابية من منطقة كيبي في مقاطعة أوكاياما.
- كاتسو ديمي: لحم الخنزير المقدد مع الأرز وصلصة الديمي قلاس [صلصة بنية اللون، ثقيلة تستخدم عادة مع اللحوم].
- إيزومو سوبا: نوع من السوبا الشهيرة [السوبا نوع من المعكرونة المصنوعة من طحين الحنطة السوداء] في منطقة لزوما (مقاطعة شيمان).
- دوتي نيب: طبق من المحار والتوفو والخضار المطهية مع مرق الميسو (مقاطعة هيروشيما)
- فوقو [السمكة المنتفخة] تشتهر في شيمونوسيكي، مقاطعة ياماغوتشي.

شيكوكو:
- سانوكي أودون: الأدون هو أحد أشهر الأكلات في محافظة سانوكي. اليوم مقاطعة كاغاوا والأودون تنتج الأدون وتشتهر في كل أرجاء البلاد.
- ساواتشي ريوري: ساشيمي وسوشي تقليدي، لكنه أصبح مؤخراً طعاماً مختلفاً، يقدم في صحن ضخم يسمى “ساواتشي” (منطقة كوتشي).
- كاتسو نو تاتاكي: يقطع سمك التونة بدقة ويخلط معه بصل مفروم ويتبل بخل الرز، (منطقة كوشي، وفي مناطق أخرى يقطع كشرائح).
- سوداشي: ليمون مخلوط ومبشور ومضاف لأطباق السمك لتضيف النكهة الصيفية في مذاق الأكل في منطقة توكوشيما.

كيوشو:
- ميزوتاكي: طبق النابيمونو من الدجاج والخضار المطبوخ مع المرق ويقدم مع صلصة البونزو للتغميس.
- هاكاتا ريمان: معكرونة تقدم مع شوربة عظام لحم الخنزير وبعض الإضافات مثل مخلل الزنجبيل وحبوب السمسم والخضروات الخضراء. أكشاك الطعام في هاكاتا وتينجن معروفة جدًا. تعمل الكثير من المطاعم بنظام يسمى كايداما وهو عندما ينتهي الزبون من الطعام فإنه يستطيع طلب زيادة من المعكرونة لتوضع على ما تبقى من حسائه. وهذا منتشر في كل أنحاء اليابان.
- ماتسوناب: طبق من نابيمونو المكون من اللحم وبعض أعضاء الخنزير كالعظام وغيرها (فوكواكا).
- مينتايكو: بيض السمك الحار (فوكواكا).
- تشامبون: طبق من المعكرونة والأكل البحري والخضار المطبوخ في قدر واحد (ناجازاكي).
- كاتسيلا: كيكة إسفنجية حلوة مستطيلة الشكل، دخلت على ناجازاكي عن طريق البرتغاليين في القرن السادس عشر، والآن منتشرة في كل أرجاء اليابان (ناجازاكي).
- دجاج النامبان: الدجاج المقلي المغموس بصلصة المخلل ويقدم مع صلصة التارتار (مقاطعة ميازامي).
- دانقو جيرو: شوربة أساسها صلصلة الميسو أو الصويا وتتكون من المعكرونة المصنوعة من القمح والخضار والفطر ولحم الخنزير.
- كاكوني: يطهى لحم معدة الخنزير مع مرق وصلصة الصويا المحلاة حتى تنضج جيدًا وتصبح طرية. (ناجازاكي وكاقوشيما)
- كيهان: شوربة الدجاج مع الأرز (جزيرة أمامي).
- تونكوتسو: يطهى لحم معدة الخنزير والأضلاع مع الفجل الأبيض والكونياكو [نبات ينمو في الجنوب الشرقي من آسيا] لعدة ساعات مع مرق يتكون من الميسو والسكر البني والشوتشو [مشروب ياباني غازي مصنوع من الأرز والبطاطس وغيرها وفيه نسبة من الخمر لا تتجاوز 45٪]. يشتهر هذا الطبق في الأماكن غير الرسمية التي يذهب إليها الناس بعد عملهم لشرب الخمر وأيضاً في علب الطعام التي تباع في القطارات ومحطات القطار وذلك في مقاطعة كاقوشيما.
- ساك زوشي: نوع من السوشي المكون من الأرز المنكه بخمر الأرز بدلاً عن خل الأرز المستخدم عادة، ويقدم مع الربيان وسمك الشبوط والأخطبوط والفطر والخيزران والبيض المقلي المقطع كشرائح.
- توريتين: دجاج التمبورا الذي يمكن تغميسه في صلصة الصويا (مقاطعة أويتا).

أوكيناوا:
- تشانبورو: أوكيناوان المقلي.
- قويا تشانبورو: يقلى الحنظل مع أنواع أخرى من الخضروات والتوفو، أو مع لحم الخنزير المقدد وشرائح رقيقة من معدة الخنزير أو التونة المعلبة.
- توفو تشانبورو: يقلى توفو الأوكيناوان مع الخضروات ولحم الخزير المقدد وشرائح من معدة الخنزير أو التونة المعلبة.
- نابيرا تشانبورو: تشانبورو المحضر من اللوف [أذن الفيل].
- رافوتو: معدة الخنزير المطهية.
- سوكي: أضلع الخنزير المطهية.
- أوكيناوا سوبا: شورة المعكرونة تشبه الأودون، يضاف عليها الحنطة السوداء مؤخراً.
- نابيرا نبوشي: اللوف المقلي والمنكه بالميسو.
- تاكو الأرز: صنعت في ستينيات القرن الماضي. تاكو اللحم يقدم مع الأرز والخس. ومؤخراً يقدم مع الطماطم والخيار والجبن ويغطى بالصلصة.

مختلف المناطق:
- مطبخ فوقو: مختلف الأطباق المصنوعة من سمك الفوقو مثل الساشيمي والنابيمونو (مقاطعة ياماقوتشي، شمال كيوشو وأوساكا).
- باتون نايب: طبق الخنزير البري المطبوخ في قدر نابيمونو (عدة مناطق وبالأخص في منطقة تانزاوا في مقاطعة كانقاوا ومنطقة تامبا في كاناساي).
- باساشي: ساشيمي لحم الحصان (منطقة كوماماتو وماتسوموتو وريف توهوكو).